# Val de Livre
Pour les articles homonymes, voir Livre.
Val de Livre est une commune nouvelle française située dans le département de la Marne, en région Grand Est. Elle est créée le 1er janvier 2016, par fusion des anciennes communes de Louvois et Tauxières-Mutry.
Val de Livre est composée de quatre villages — La Neuville-en-Chaillois, Louvois, Tauxières et Mutry — situés dans une vallée formée par la Livre au sein de la montagne de Reims. Elle fait partie du parc naturel régional de la Montagne de Reims.
Val de Livre est une commune rurale et viticole, qui compte 620 habitants en 2018. Elle abrite un monument historique, le château de Louvois, ainsi que deux églises.

## Géographie

### Localisation
Val de Livre se trouve dans le centre-ouest du département de la Marne, dans l'ouest de la région Grand Est. Elle est située au sud-est du massif de la montagne de Reims. Les différents villages de la commune sont installés dans une vallée formée par la Livre, qui s'écoule du nord au sud-ouest en traversant ou bordant les villages de La Neuville-en-Chaillois, Louvois, Tauxières et Mutry.
Selon l'Insee, Val de Livre fait partie du bassin de vie d'Aÿ-Champagne et de l'aire d'attraction de Reims. La commune est distante d'environ 9 km d'Aÿ-Champagne, 13 km d'Épernay, 18 km de Reims et 24 km de Châlons-en-Champagne (distance à vol d'oiseau à partir de Louvois). Paris se trouve à environ 130 km au sud-ouest de Val de Livre.
La commune de Val de Livre s'étend sur 22,3 km2. Elle est limitrophe de 10 communes marnaises.
| Ludes                         | Mailly-Champagne, Verzenay | Verzy    |
| Ville-en-Selve                | Val de Livre               | Ambonnay |
| Fontaine-sur-Ay, Aÿ-Champagne | Tours-sur-Marne            | Bouzy    |

### Relief et hydrographie
La Livre traverse la commune en formant une vallée au sein de la montagne de Reims. La rivière prend sa source au nord de la commune, sur le territoire de Ludes. Elle s'écoule sur plus de 15 kilomètres avant de se jeter dans la Marne, à Aÿ-Champagne. Sur le territoire de Val de Livre, la rivière connaît un dénivelé d'environ cent mètres, de plus de 190 mètres au nord de la commune à moins de 90 mètres à proximité de Fontaine-sur-Ay.
Quatre affluents de la Livre arrosent le territoire communal. Le fossé des Batis de Puisieulx prend sa source à Mailly-Champagne et s'écoule sur 2 km avant de se jeter dans la Livre à l'extrémité nord de la commune. Le fossé de La Neuville-en-Chaillois se déverse dans la Livre au niveau du village du même nom. Long de 3,3 km, il prend sa source à Verzy, au nord-est de la commune. Au sud de La Neuville-en-Chaillois, le fossé des Servats se jette dans la Livre après avoir parcouru 3,2 km en provenance de Ville-en-Selve, au nord-ouest. Enfin, le ruisseau de la Trinité s'écoule sur 1,9 km depuis le hameau de Vertuelle vers le village de Louvois où il rejoint la Livre.
Au nord de Mutry et de Tauxières se trouve un promontoire de la montagne de Reims, dépassant les 260 mètres d'altitude et dont les coteaux sont plantés de vignes de Champagne. Au sud et au sud-est, de l'autre côté de la Livre, se trouvent d'autres collines plantées de vignes dont le Mont Écouvé (170 mètres) et Les Fourches (192 mètres). Au nord-est de la commune, la montagne de Reims est plus élevée, dépassant les 275 mètres à la frontière avec Verzy ; le point culminant de la commune se trouve ici, à 281 mètres. Cette avancée de la montagne de Reims est creusée par la vallée du ruisseau de la Trinité, abritant le hameau de Vertuelle.

### Hydrographie
La commune est dans la région hydrographique « la Seine de sa source au confluent de l'Oise (exclu) » au sein du bassin Seine-Normandie. Elle est drainée par la Livre, le Fossé 01 de la Neuville-en-Chaillois, le Fossé 01 des Batis de Puisieulx, le Fossé 01 des Servats et le ruisseau de la Trinite,.
La Livre, d'une longueur de 15 km, prend sa source dans la commune de Ludes et se jette  dans la Marne à Aÿ-Champagne, après avoir traversé six communes.

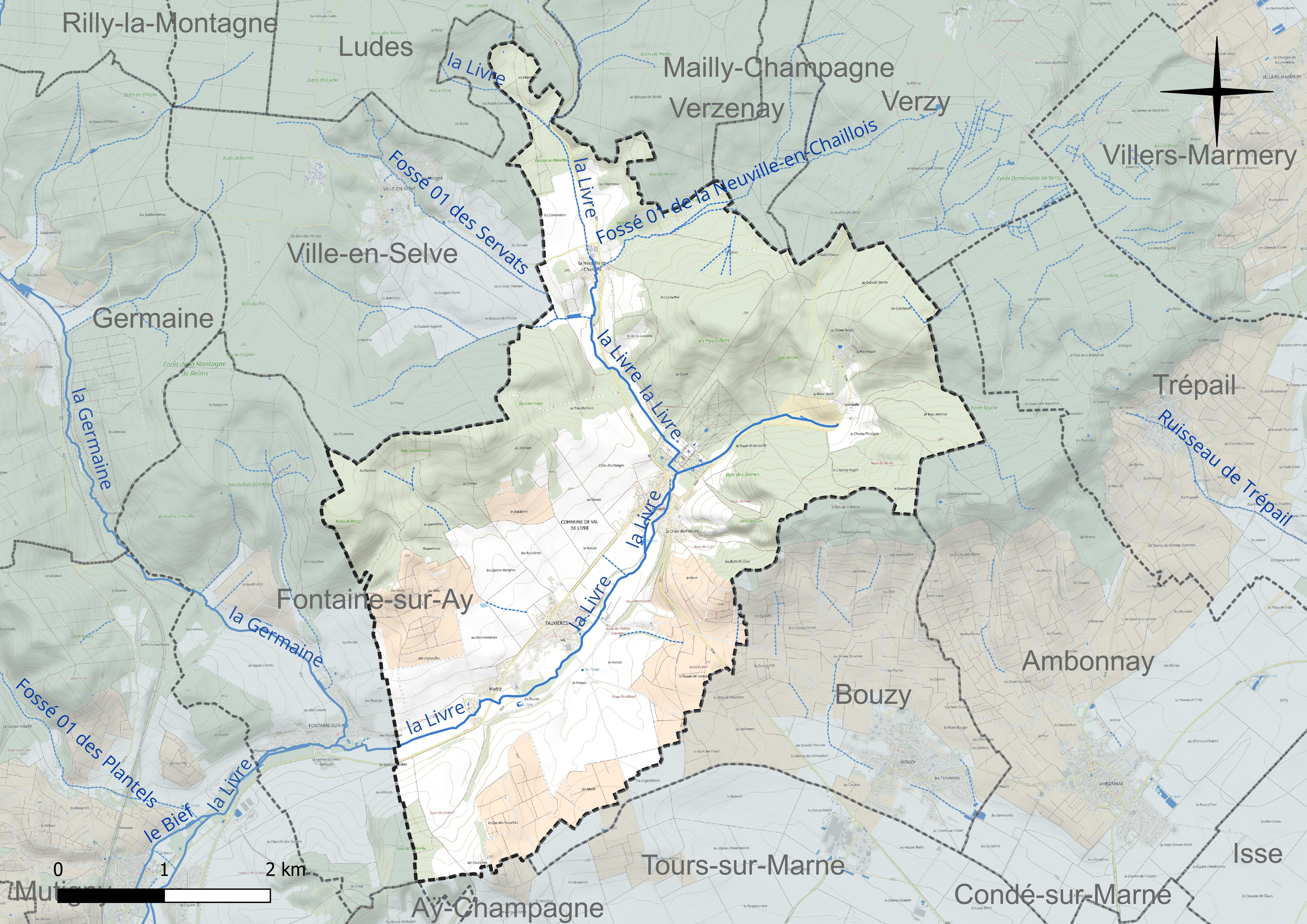
Réseau hydrographique de Val de Livre.

### Climat
Pour des articles plus généraux, voir Climat du Grand Est et Climat de la Marne.
En 2010, le climat de la commune est de type climat océanique dégradé des plaines du Centre et du Nord, selon une étude du Centre national de la recherche scientifique s'appuyant sur une série de données couvrant la période 1971-2000. En 2020, Météo-France publie une typologie des climats de la France métropolitaine dans laquelle la commune est exposée à un climat océanique altéré et est dans la région climatique Nord-est du bassin Parisien, caractérisée par un ensoleillement médiocre, une pluviométrie moyenne régulièrement répartie au cours de l’année et un hiver froid (3 °C).
Pour la période 1971-2000, la température annuelle moyenne est de 10,6 °C, avec une amplitude thermique annuelle de 16,4 °C. Le cumul annuel moyen de précipitations est de 707 mm, avec 11,4 jours de précipitations en janvier et 8 jours en juillet. Pour la période 1991-2020, la température moyenne annuelle observée sur la station météorologique de Météo-France la plus proche, « Bouzy-Civc », sur la commune de Bouzy à 3 km à vol d'oiseau, est de 11,5 °C et le cumul annuel moyen de précipitations est de 687,5 mm. 
La température maximale relevée sur cette station est de 41,2 °C, atteinte le 25 juillet 2019 ; la température minimale est de −20,5 °C, atteinte le 16 janvier 1985,,.
Les paramètres climatiques de la commune ont été estimés pour le milieu du siècle (2041-2070) selon différents scénarios d'émission de gaz à effet de serre à partir des nouvelles projections climatiques de référence DRIAS-2020. Ils sont consultables sur un site dédié publié par Météo-France en novembre 2022.

### Milieux naturels et biodiversité
Val de Livre fait partie du parc naturel régional de la Montagne de Reims.
L'Inventaire national du patrimoine naturel (INPN) recense plus de 720 espèces sur le territoire de la commune, dont 84 espèces protégées et 22 espèces menacées.
Val de Livre accueille deux zones naturelles d'intérêt écologique, faunistique et floristique (ZNIEFF) de type I : la ZNIEFF des « bois des Bâtis de Puisieulx et des Ronces », située au nord de la commune entre Louvois et Mailly-Champagne, et la ZNIEFF « des savarts et pinèdes depuis les Escaliers de Bisseuil jusqu'à la Noue des Gendarmes à l'est d'Avenay-Val-d'Or », à l'extrême sud de la commune.
Ces deux zones sont incluses dans la ZNIEFF de type II du « massif forestier de la montagne de Reims (versant sud) et étangs associés », qui regroupe les dix ZNIEFF de type I du versant sud de la montagne de Reims sur une superficie de 4 870 hectares. Une partie de la ZNIEFF constitue une zone spéciale de conservation du réseau Natura 2000. Cet ensemble forestier, qui s'étend sur 1 733 hectares entre Nanteuil-la-Forêt et Villers-Marmery en passant par Val de Livre, est notamment remarquable pour ses hêtraies thermophiles et ses ourlets associés, qui accueillent de nombreuses espèces rares et protégées.

## Urbanisme

### Typologie
Au 1er janvier 2024, Val de Livre est catégorisée commune rurale à habitat dispersé, selon la nouvelle grille communale de densité à sept niveaux définie par l'Insee en 2022.
Elle est située hors unité urbaine. Par ailleurs la commune fait partie de l'aire d'attraction de Reims, dont elle est une commune de la couronne,. Cette aire, qui regroupe 294 communes, est catégorisée dans les aires de 200 000 à moins de 700 000 habitants,.

### Occupation des sols

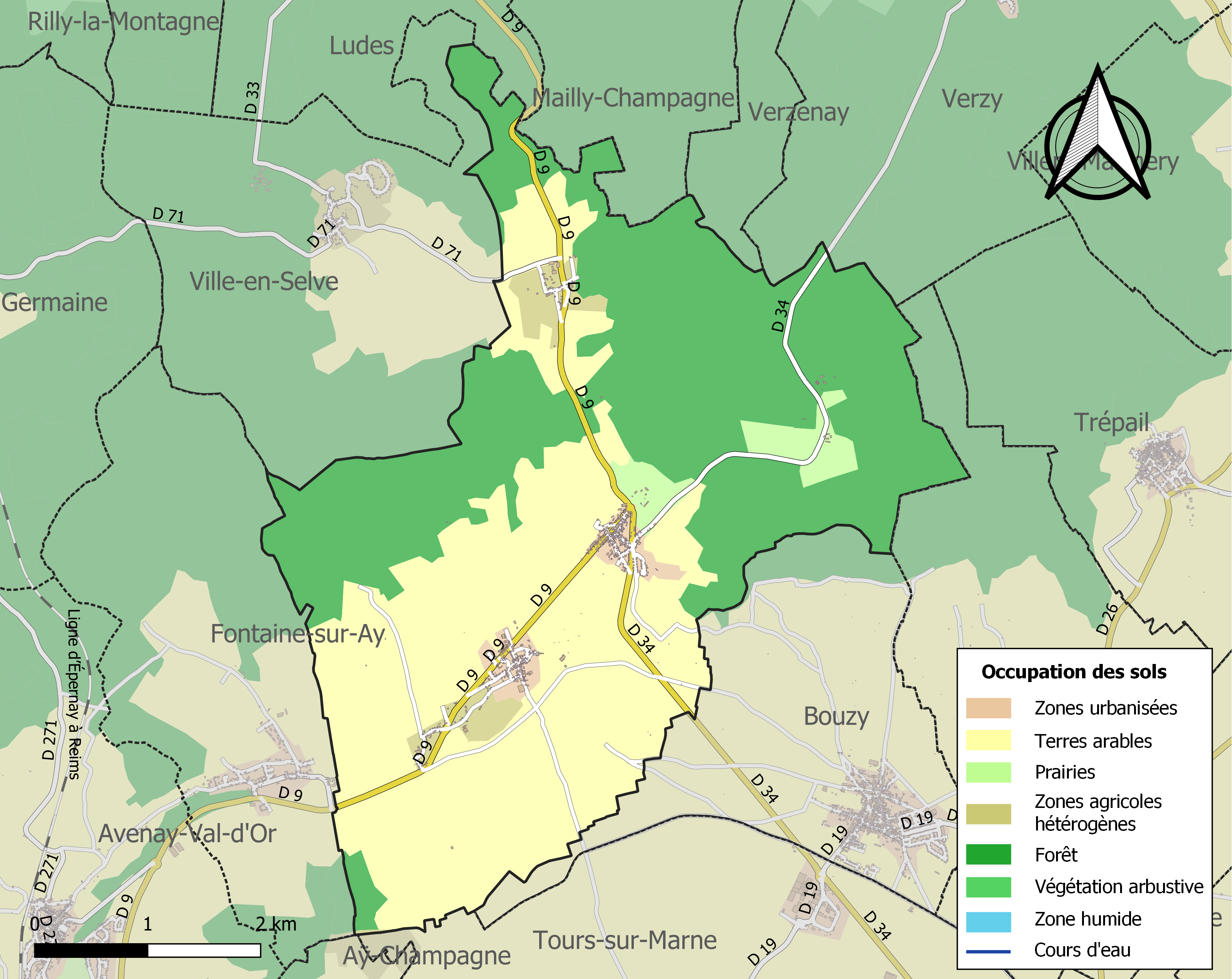
Carte des infrastructures et de l'occupation des sols de la commune en 2018 (CLC).

La commune de Val de Livre est rurale, n'appartenant à aucune unité urbaine. Selon la base de données Corine Land Cover, moins de 2,5 % de son territoire correspond à des zones urbanisées,.
Les deux anciennes communes de Louvois (12,15 km2) et Tauxières-Mutry (10,16 km2) ont une occupation des sols différente,. Le territoire de Louvois, qui comprend davantage de plateaux de la montagne de Reims, est couvert aux deux tiers de forêts alors que moins d'un quart du territoire de Tauxières-Mutry est boisé. À l'inverse, situés plus en aval et comprenant davantage de coteaux viticoles, les sols de Tauxières-Mutry sont occupés à près de 75 % par des terres arables ou des cultures permanentes (contre moins de 25 % à Louvois). Enfin, Louvois se démarque par la présence de prairies, occupant 5 % de l'ancien territoire communal.
Les règles d'occupation des sols sur le territoire communal sont déterminées par le Schéma de cohérence territoriale d'Épernay et sa région (SCOTER), dont le périmètre recouvre les intercommunalités d'Épernay, Coteaux et Plaine de Champagne, des Paysages de la Champagne et de la Grande Vallée de la Marne (dont faite partie Val de Livre), et les plans locaux d'urbanisme des anciennes communes de Louvois et Tauxières-Mutry, toujours en vigueur,.

### Logement
En 2017, la commune compte 298 logements. Les logements de la commune sont presque exclusivement des maisons, Val de Livre ne comptant alors qu'un seul appartement. Logiquement, plus de 92 % des résidences principales comptent au moins 4 pièces et 70 % en comptent au moins 5.
Parmi ces logements, 89,2 % sont des résidences principales, 3,5 % des résidences secondaires et 7,4 % des logements vacants. Plus de trois quarts des ménages (78 %) de Val de Livre sont propriétaires de leur logement, un chiffre largement supérieur à moyenne départementale (51,2 %) mais proche du chiffre intercommunal (71 %).
Le tableau ci-dessous présente une comparaison de quelques indicateurs chiffrés du logement pour Val de Livre, la communauté de communes de la Grande Vallée de la Marne (CCGVM) et le département de la Marne :
|                                        | Val de Livre | CCGVM | Marne   |
| -------------------------------------- | ------------ | ----- | ------- |
| Ensemble des logements                 | 298          | 7 459 | 294 041 |
| Part des résidences principales (en %) | 89,2         | 88,2  | 88,4    |
| Part des résidences secondaires (en %) | 3,5          | 2,8   | 2,7     |
| Part des logements vacants (en %)      | 7,4          | 8,9   | 8,9     |

Parmi les 264 résidences principales construites avant 2015, 35,9 % avaient été construites avant 1945, 13 % entre 1946 et 1970, 32 % entre 1971 et 1990, 10,3 % entre 1991 et 2005 et 8,7 % depuis 2006. Le tableau ci-dessous présente l'évolution du nombre de logements sur le territoire de la commune, par catégorie, depuis 1968 :
|                        | 1968 | 1975 | 1982 | 1990 | 1999 | 2007 | 2012 | 2017 |
| ---------------------- | ---- | ---- | ---- | ---- | ---- | ---- | ---- | ---- |
| Résidences principales | 191  | 204  | 234  | 246  | 263  | 274  | 272  | 298  |
| Résidences secondaires | 20   | 16   | 29   | 20   | 12   | 31   | 25   | 22   |
| Logements vacants      | 12   | 20   | 17   | 16   | 28   | 9    | 4    | 10   |
| Total                  | 191  | 204  | 234  | 246  | 263  | 274  | 272  | 298  |

### Voies de communication et transports
La route constitue le principal moyen d'accès à la commune, rurale. En 2017, environ 87 % des actifs de la commune se rendent sur leur lieu de travail en voiture. La quasi-totalité des ménages sont d'ailleurs équipés d'une voiture : 96,5 % des ménages possèdent une voiture et 61,2 % en comptent au moins deux.
Val de Livre est desservie par trois routes départementales. La route départementale 9 traverse Mutry, Tauxières, Louvois et La Neuville-en-Chaillois entre Aÿ-Champagne et Cormontreuil, en suivant le cours de la Livre du sud-ouest au nord de la commune. La route départementale 34 relie Verzy à Condé-sur-Marne, du nord-est au sud-est de la commune en passant par le hameau de Vertuelle et le village de Louvois. La route départementale 71 dessert Ville-en-Selve et Germaine en reliant la route départementale 951 (Épernay-Reims) à la RD 9, au niveau de La Neuville-en-Chaillois.
Val de Livre n'est pas desservie par le chemin de fer. Les gares les plus proches, celles d'Avenay et de Germaine, se trouvent sur la ligne d'Épernay à Reims. Les aérodromes les plus proches sont l'aéroport de Reims en Champagne (Reims - Prunay) et l'aérodrome d'Épernay - Plivot.

### Risques naturels et technologiques
Le territoire de Val de Livre est vulnérable à différents risques naturels et technologiques. La commune est dans l'obligation d'élaborer et publier un document d'information communal sur les risques majeurs ainsi qu'un plan communal de sauvegarde.
La commune est concernée par les risques de mouvements de terrains. Elle est comprise dans le périmètre du plan de prévention des risques « glissement de terrain de la Côte d'Ile-de-France - secteur de la vallée de la Marne des tranches 1 et 2 » approuvé en 2014. La montagne de Reims est en effet considérée comme un « secteur propice aux glissements de terrains ». Val de Livre est affectée par le phénomène de retrait-gonflement des argiles (risque moyen) et compte plusieurs cavités souterraines.
Bien que la commune ne soit pas considérée comme concernée par le risque inondations, elle a fait l'objet de quatre arrêtés reconnaissant l'état de catastrophe naturelle pour des inondations, coulées de boue et mouvements de terrain (en 1983, 1988, 1999 et 2007).
Le risque sismique est très faible sur son territoire. De même, le potentiel radon de la commune est faible.
Val de Livre ne compte pas d'installations industrielles présentant un risque particulier. Elle est toutefois concernée par le transport de marchandises dangereuses en raison de la présence d'un gazoduc sur le territoire communal.

## Toponymie
La commune nouvelle de Val de Livre adopte son nouveau nom en référence à la rivière « La Livre », qui traverse les deux anciennes communes de Louvois et Tauxières-Mutry. Le nom de Libra est attesté dès le Xe siècle. Selon la légende, la Livre doit son nom à Berthe d'Avenay : pour arroser le Val d'Or où se trouvait son abbaye, la sainte aurait acheté une fontaine au hameau de Verteuil (Vertuelle) pour une livre. Grâce à ses prières, la fontaine a donnée naissance à un ruisseau, la Livre.
Louvois apparaît dès le IXe siècle sous le nom de Lupi Via. Les autres villages sont connus depuis (au moins) le XIIe ou XIIIe siècle : Mutreium (Mutry) dont le nom fait référence à un homme ou à une motte, Chaloel puis Nova Villa (La Neuville-en-Chaillois) et Taxeriae (Tauxières), issu du latin taxus qui signifie « if ». Vertuelle, dont l'histoire est liée à l'abbaye d'Avenay, voit son nom dériver du mot « vertu » (Virtus au XIe siècle).
Entre Louvois et Vertuelle, se tenait autrefois le village de Bulon, Bullon ou Bullion, disparu depuis plusieurs siècles. On y trouvait notamment un moulin au XIVe siècle.

## Histoire

### Antiquité et Moyen Âge

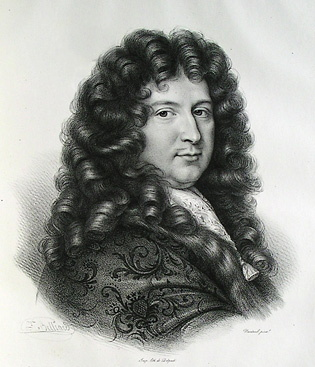
Le Marquis de Louvois.

La région est habitée depuis longtemps. Le village de Mutry aurait des origines gallo-romaines.
Au XIIIe siècle, Louvois est une seigneurie. C'est durant ce siècle que La Neuville-en-Chaillois est fondée, après un accord entre Gautier de Châtillon, seigneur de Louvois, et les religieux de Chartreuve. Le village, autrefois important et doté d'un monastère, est détruit par les Anglais au Moyen Âge.
La seigneurie de Mutry est indépendante de celle de Louvois, avant d'être progressivement intégrée à cette dernière à partir du XVIIe siècle. Sa maison forte, à Mutry, subsite jusqu'en 1819.
En 1656, Michel Le Tellier acquiert le château médiéval de Louvois, en ruines. Louvois devient un marquisat. Son fils, François Michel Le Tellier — marquis de Louvois — fait reconstruire un nouveau château et donne à Louvois sa renommée. Il annexe définitivement la seigneurie de Mutry, à laquelle appartiennent les villages de Tauxières et Mutry, au sein du marquisat de Louvois,.

### Depuis la Révolution française

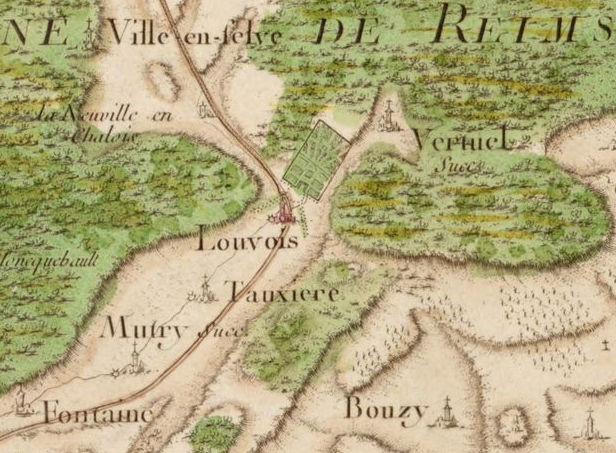
Les villages de Val de Livre sur la carte de Cassini.

À la Révolution française, trois communes sont créées : Louvois (absorbant les villages de La Neuville-en-Chaillois et Vertuelle), Mutry et Tauxières. Elles font toutes les trois partie du canton de Louvois, au sein du district d'Epernay. En 1801, le nombre de cantons marnais passe de 74 à 32 ; le canton de Louvois est supprimé. Les communes rejoignent le canton d'Ay dans l'arrondissement de Reims. Le château de Louvois est en grande partie détruit au début du XIXe siècle, après de nombreux changements de propriétaires.
En 1883, Tauxières (qui compte plus de 200 habitants) et Mutry (qui en compte une quarantaine) fusionnent au sein de Tauxières-Mutry,.
Le 18 novembre 2015, quelques jours après Aÿ-Champagne, un arrêté préfectoral créée la commune nouvelle de Val de Livre « en lieu et place des communes de Louvois et de Tauxières-Mutry », avec effet au 1er janvier 2016. Son chef-lieu est fixé au chef-lieu de l'ancienne commune de Tauxières-Mutry. Louvois et Tauxières-Mutry deviennent des communes déléguées de la commune nouvelle.

## Politique et administration

### Rattachements administratifs et électoraux
Du point de vue administratif, la commune est rattachée à l'arrondissement d'Épernay, dans le département de la Marne en région Grand Est.
Sur le plan électoral, Val de Livre fait partie du canton d'Épernay-1 (pour les élections départementales) et de la troisième circonscription de la Marne (pour les élections législatives).

### Intercommunalité
Depuis sa création, Val de Livre fait partie de la communauté de communes de la Grande Vallée de la Marne.
Au 1er janvier 2021, la commune appartient également aux intercommunalités suivantes (syndicats mixtes) : le SM de la Marne Moyenne (pour la compétence GEMAPI), le SM intercommunal scolaire du Val-de-Livre et le SM de réalisation et de gestion du parc naturel régional de la Montagne de Reims.

### Tendances politiques et résultats
Lors du premier tour de l'élection présidentielle de 2017, dans un contexte de forte participation (82,86 %), les électeurs de Val de Livre plébiscitent les candidats de la droite et du centre avec 36,16 % des bulletins exprimés en faveur de François Fillon (LR), 26,18 % pour Marine Le Pen (RN) et 19,70 % pour Emmanuel Macron (LREM), aucun autre candidat ne dépassant 10 %. Au second tour, Emmanuel Macron rassemble 59,77 % des voix face à Marine Le Pen (avec 79,84 % de participation et 10,76 % de bulletins blancs ou nuls).
Aux élections législatives de 2017 et aux élections européennes de 2019, La République en marche, Les Républicains et le Rassemblement national sont à nouveau les trois seuls partis à dépasser la barre des 10 % des suffrages exprimés,.

### Administration municipale
| Période        | Période  | Identité          | Étiquette | Qualité |
| -------------- | -------- | ----------------- | --------- | ------- |
| 9 janvier 2016 | En cours | Philippe Richomme |           |         |

Jusqu'aux élections municipales de 2020, le conseil municipal de la commune nouvelle est constitué de l'ensemble des conseillers municipaux des anciennes communes. En janvier 2016, le conseil municipal des communes fusionnées élit Philippe Richomme (ancien maire de Tauxières-Mutry) maire de la commune nouvelle de Val de Livre et maire délégué de Tauxières-Mutry.
Depuis 2020, le conseil municipal compte 19 membres, soit le nombre de conseillers municipaux « pour une commune appartenant à la strate démographique immédiatement supérieure » comme prévu par l'arrêté de création de la commune nouvelle.

### Communes déléguées
| Nom                     | Code Insee | Intercommunalité                   | Superficie (km2) | Population (dernière pop. légale) | Densité (hab./km2) |
| ----------------------- | ---------- | ---------------------------------- | ---------------- | --------------------------------- | ------------------ |
| Tauxières-Mutry (siège) | 51564      | CC de la Grande Vallée de la Marne | 10,17            | 288 (2013)                        | 28                 |
| Louvois                 | 51331      | CC de la Grande Vallée de la Marne | 12,17            | 301 (2013)                        | 25                 |

### Jumelage
Au 1er janvier 2021, Val de Livre n'est jumelée avec aucune commune.

## Équipements et services publics

### Eau et assainissement
L'approvisionnement en eau potable et l'assainissement des eaux usées sont des compétences de la communauté de communes de la Grande Vallée de la Marne (CCGVM).
En 2019, le forage de Tauxières-Mutry — d'une capacité de production de 1 300 m3 par jour — est l'une des deux installations de production d'eau potable en état de fonctionnement de l'intercommunalité, avec le captage de Bisseuil. Pour le stockage de l'eau potable, la commune compte un réservoir de 1 000 m3 à Tauxières-Mutry.
L'assainissement des eaux usées de Val de Livre est assuré, de manière collective, par deux stations d'épuration : la station de Louvois (boue activée pour 600 équivalents-habitants) et la station de Tauxières-Mutry (filtres à roseaux pour 400 EH).

### Gestion des déchets
La CCGVM est également compétente en matière de déchets. Elle organise le ramassage des déchets, en distinguant les ordures ménagères, les biodéchets, les déchets recyclables, le verre et les ordures ménagères des habitats collectifs (Val de Livre n'est pas concernée par cette dernière prestation). Les déchets (hors verre) sont ensuite valorisés par le syndicat de valorisation des ordures ménagères de la Marne (SYVALOM).
La CCGVM met à disposition de ses habitants quatre déchetteries à Aÿ, Dizy, Mareuil-sur-Ay et Tours-sur-Marne.

### Enseignement

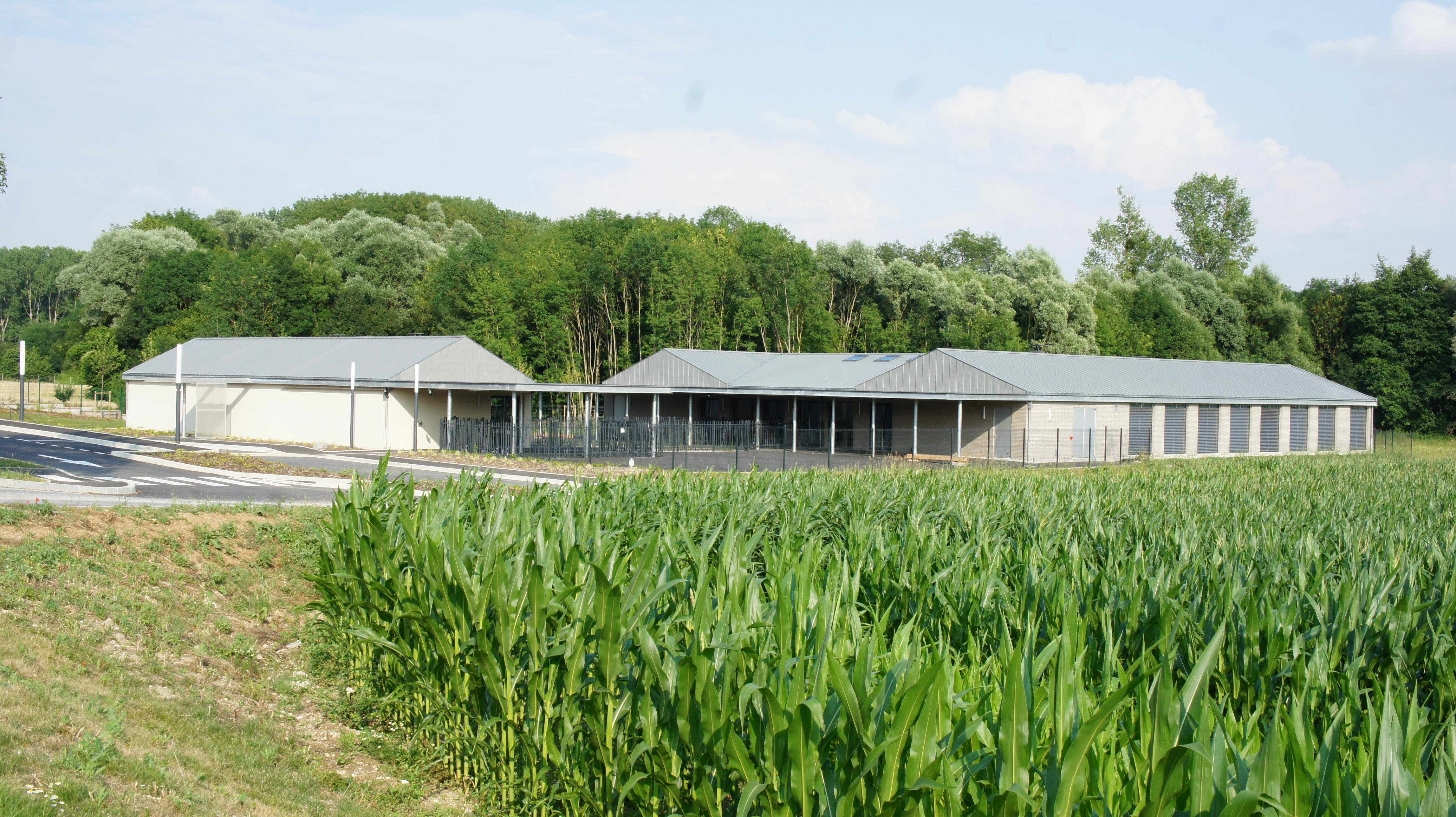
L'école du Val de Livre.

Val de Livre fait partie de l'académie de Reims.
La commune compte une école primaire publique, l'école du Val de Livre. Située sur l'ancienne commune de Tauxières-Mutry, l'école accueille les élèves des communes de Val de Livre et de Fontaine-sur-Ay. Elle est gérée par un syndicat intercommunal à vocation scolaire, le syndicat intercommunal scolaire du Val de Livre (SISVAL).
Le service de transport scolaire est assuré par la communauté de communes de la Grande Vallée de la Marne. Il relie la commune au collège Yvette-Lundy d'Aÿ-Champagne, au collège Côte Legris d'Épernay pour les élèves de SEGPA et au lycée Stéphane-Hessel, également à Épernay.

### Équipements culturels et sportifs
Val de Livre est traversée par le sentier de grande randonnée 14, qui passe par Mutry, Tauxières et Louvois.
La commune propose à la location deux salles municipales, à Tauxières-Mutry et à Louvois.

### Justice et sécurité
Du point de vue judiciaire, Val de Livre relève du conseil de prud'hommes, du tribunal de commerce, du tribunal judiciaire, du tribunal paritaire des baux ruraux et du tribunal pour enfants de Reims, dans le ressort de la cour d'appel de Reims. Pour le contentieux administratif, la commune dépend du tribunal administratif de Châlons-en-Champagne et de la cour administrative d'appel de Nancy.
Val de Livre est située en secteur Gendarmerie nationale et dépend de la brigade d'Aÿ-Champagne.
En matière d'incendie et de secours, les centres de secours les plus proches de Val de Livre sont ceux de Tours-sur-Marne et de Verzenay. Ils sont gérés par le Service départemental d'incendie et de secours (SDIS) de la Marne. La commune bénéficie également du centre de première intervention intercommunal de la Grande Vallée de la Marne, situé à Aÿ et composé d'une vingtaine de sapeurs-pompiers volontaires.

## Population et société

### Démographie

#### Évolution démographique
L'évolution du nombre d'habitants est connue à travers les recensements de la population effectués dans la commune depuis sa création.

En 2022, la commune comptait 591 habitants, en évolution de −8,51 % par rapport à 2016 (Marne : −1,19 %, France hors Mayotte : +2,11 %).
| 2014 | 2019 | 2022 |
| ---- | ---- | ---- |
| 615  | 607  | 591  |

#### Pyramide des âges
La population de la commune est relativement jeune.
En 2018, le taux de personnes d'un âge inférieur à 30 ans s'élève à 32,3 %, soit en dessous de la moyenne départementale (36,9 %). À l'inverse, le taux de personnes d'âge supérieur à 60 ans est de 22,9 % la même année, alors qu'il est de 25,3 % au niveau départemental.
En 2018, la commune comptait 324 hommes pour 296 femmes, soit un taux de 52,26 % d'hommes, largement supérieur au taux départemental (48,4 %).
Les pyramides des âges de la commune et du département s'établissent comme suit.
| Hommes | Classe d’âge | Femmes |
| ------ | ------------ | ------ |
| 0,6    | 90 ou +      | 1,4    |
| 5,0    | 75-89 ans    | 7,9    |
| 14,8   | 60-74 ans    | 16,2   |
| 24,9   | 45-59 ans    | 25,9   |
| 20,5   | 30-44 ans    | 18,3   |
| 12,6   | 15-29 ans    | 14,8   |
| 21,5   | 0-14 ans     | 15,5   |

| Hommes | Classe d’âge | Femmes |
| ------ | ------------ | ------ |
| 0,6    | 90 ou +      | 1,8    |
| 6,5    | 75-89 ans    | 9,2    |
| 16,5   | 60-74 ans    | 17,8   |
| 19,7   | 45-59 ans    | 19,1   |
| 18,6   | 30-44 ans    | 17,5   |
| 19,9   | 15-29 ans    | 18,2   |
| 18,2   | 0-14 ans     | 16,6   |

### Vie associative et culturelle
La commune est le siège de plusieurs associations. Parmi elles, l'association amicale du Val de Livre (AAVL, créée en 1983) a pour but de favoriser les « projets sportifs, culturels, éducatifs et sociaux » à Val de Livre et Fontaine-sur-Ay.
Val de Livre participe aux événements culturels intercommunaux et accueille notamment des concerts dans le cadre du festival « Musiques en Champagne ». En 2017, elle a accueilli la 20e édition du marché de Noël intercommunal.

### Cultes
Les deux lieux de culte de la commune sont ses églises catholiques,.
Val de Livre fait partie de la paroisse « la grappe et l'épi », dépendant du diocèse de Reims, avec les villages voisins d'Ambonnay, Bisseuil, Bouzy et Tours-sur-Marne. Son siège est à Bouzy.

## Économie

### Revenus de la population et fiscalité
En 2018 (données Insee publiées en janvier 2021), la commune compte 251 ménages fiscaux, regroupant 634 personnes. Le revenu fiscal médian déclaré par unité de consommation est alors de 27 990 €, supérieur à celui de la communauté de communes de la Grande Vallée de la Marne (CCGVM) à 25 010 € et à celui du département de la Marne à 21 650 €.

### Emploi
Val de Livre appartient au bassin d'emploi d'Épernay.
En 2017, 404 habitants de Val de Livre ont entre 15 et 64 ans. Parmi ceux-ci, le taux d'activité est de 81,6 % (contre 78,7 % dans la communauté de communes et 73,2 % dans la Marne). Le taux de chômage pour cette tranche d'âge est alors relativement faible à 5,4 % (contre 7,4 % à l'échelle intercommunale et 13,7 % à l'échelle départementale).
Val de Livre compte alors 157 emplois, contre 183 en 2007. Le nombre d'actifs ayant un emploi résidant à Val de Livre étant de 316, l'indicateur de concentration d'emploi est de 49,7 %, ce qui signifie que la commune offre environ un peu moins d'un emploi pour deux habitants actifs. Depuis 2007, de moins en moins d'habitants de Val de Livre y travaillent, ce chiffre passant de 39,3 % en 2007 à 28 % en 2017.
Parmi les 157 emplois recensés à Val de Livre en 2017, environ 60 % sont salariés et 40 % non salariés. Parmi les 316 actifs résidant à Val de Livre et ayant un emploi, 78,5 % sont salariés.

### Entreprises, commerces et secteurs d'activité
Au 31 décembre 2018, l'Insee recense 28 établissements (hors agriculture) à Val de Livre. Son seul commerce est une boulangerie, située à Louvois.
L'industrie céramique était autrefois une importante activité économique à Tauxières-Mutry (au moins depuis le XVIIe siècle). Au milieu du XIXe siècle, le village comptait encore sept tuileries. Son activité s'est cependant peu à peu tournée vers la viticulture.
La mairie de Val de Livre recense une vingtaine de viticulteurs sur son territoire. La commune compte en effet 279 hectares de vignes classées en appellation d'origine contrôlée Champagne, situées à 85 % sur le territoire de l'ancienne commune de Tauxières-Mutry.

## Culture locale et patrimoine

### Monument historique
Val de Livre ne compte qu'un seul monument historique, le château de Louvois, inscrit en tant que monument historique avec son parc et ses annexes en 2015. Le château est construit entre 1678 et 1681 pour le marquis de Louvois, ministre de Louis XIV. Il est en grande partie détruit après la Révolution française, conservant principalement sa grille d'entrée, son orangerie et son parc ; un pavillon est reconstruit au XIXe siècle.
Son parc est réalisé par plusieurs personnalités prestigieuses : les plans sont de Jules Hardouin-Mansart (aidé par Le Nôtre), les terrassements sont réalisés par Vauban et la composition des parterres est attribuée à Michel II Le Bouteux.
Le château, propriété privée du groupe Laurent-Perrier, n'est pas ouvert au public,.

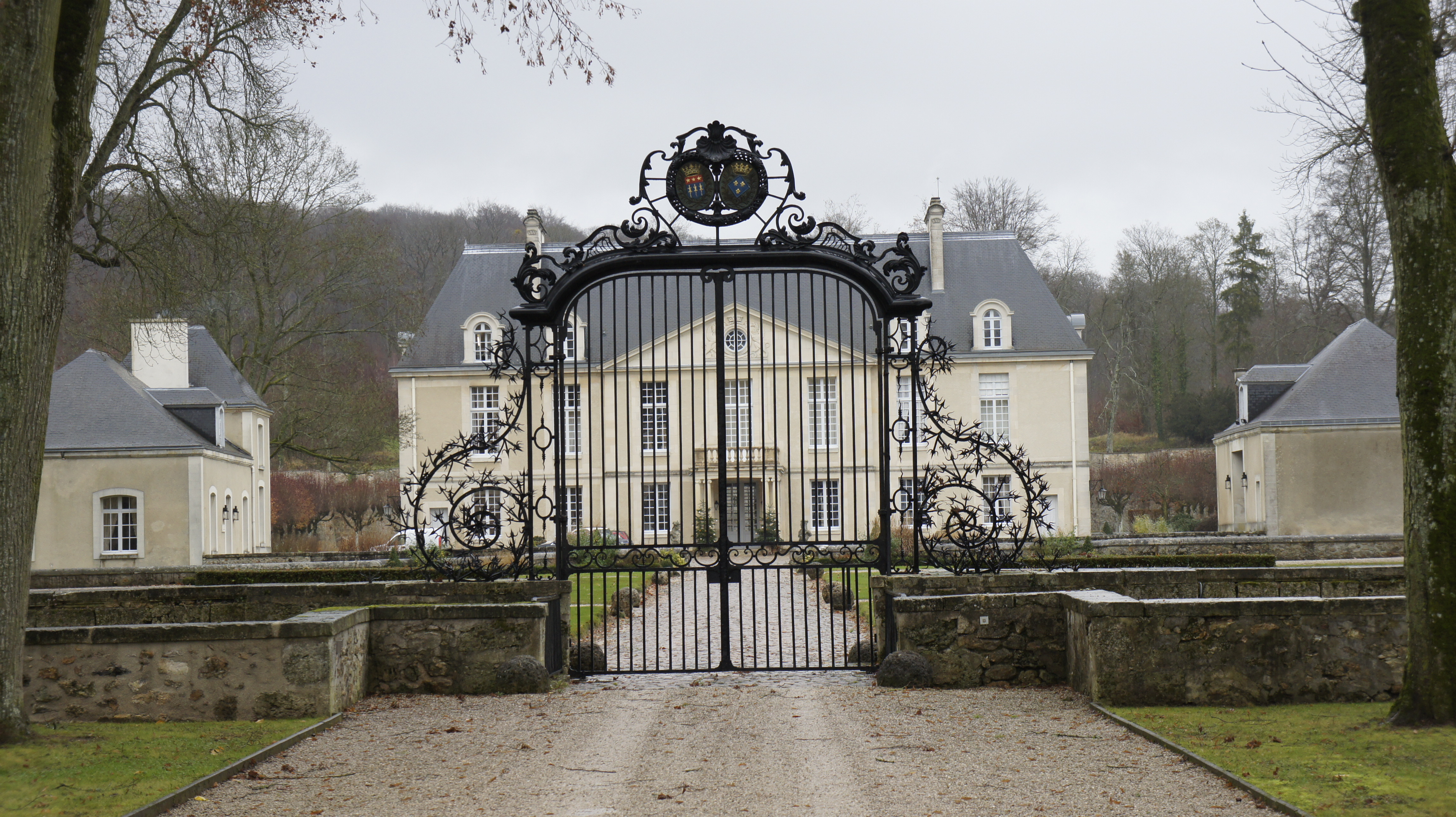
Le château de Louvois et sa grille.
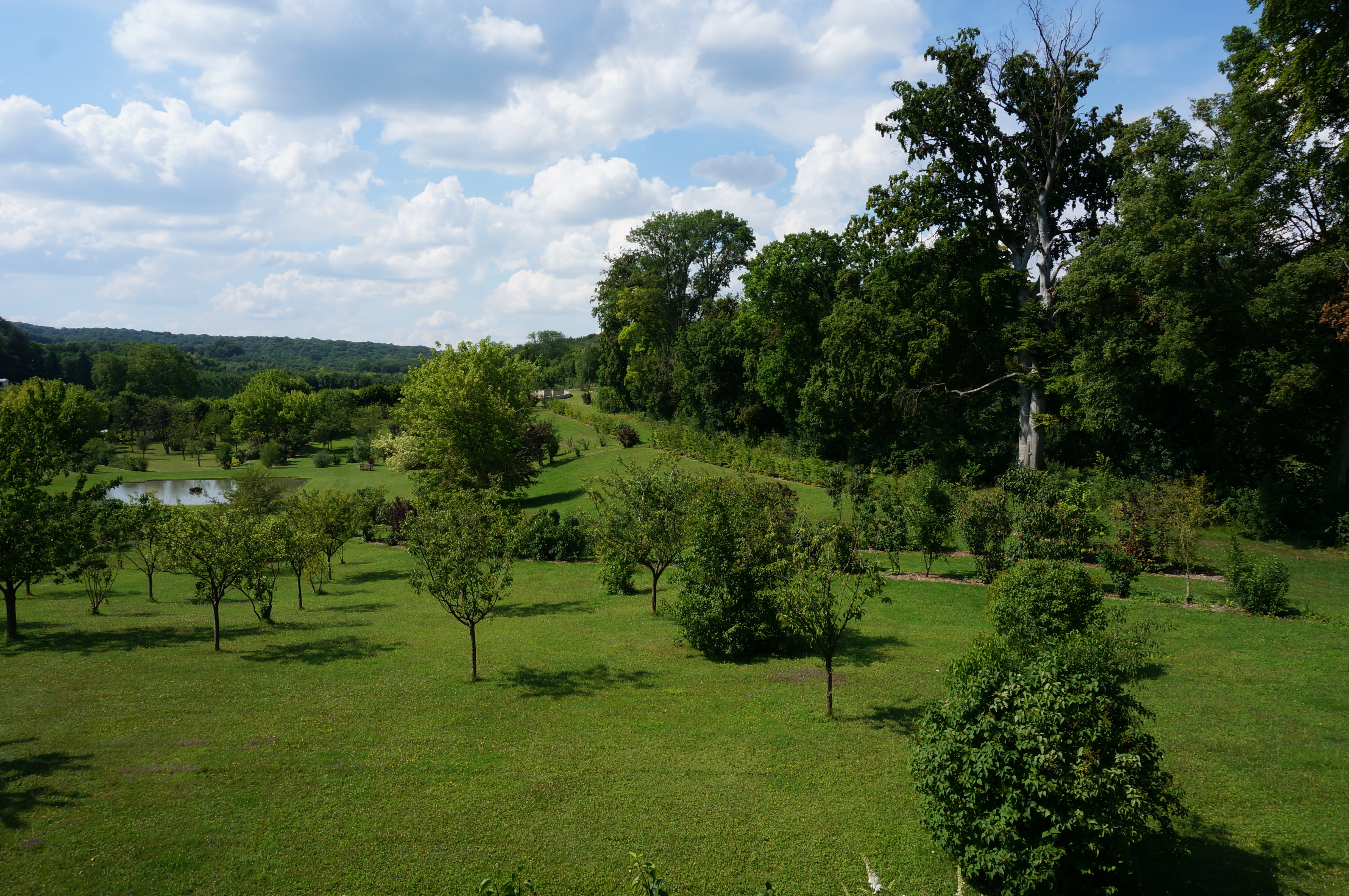
Le parc du château.
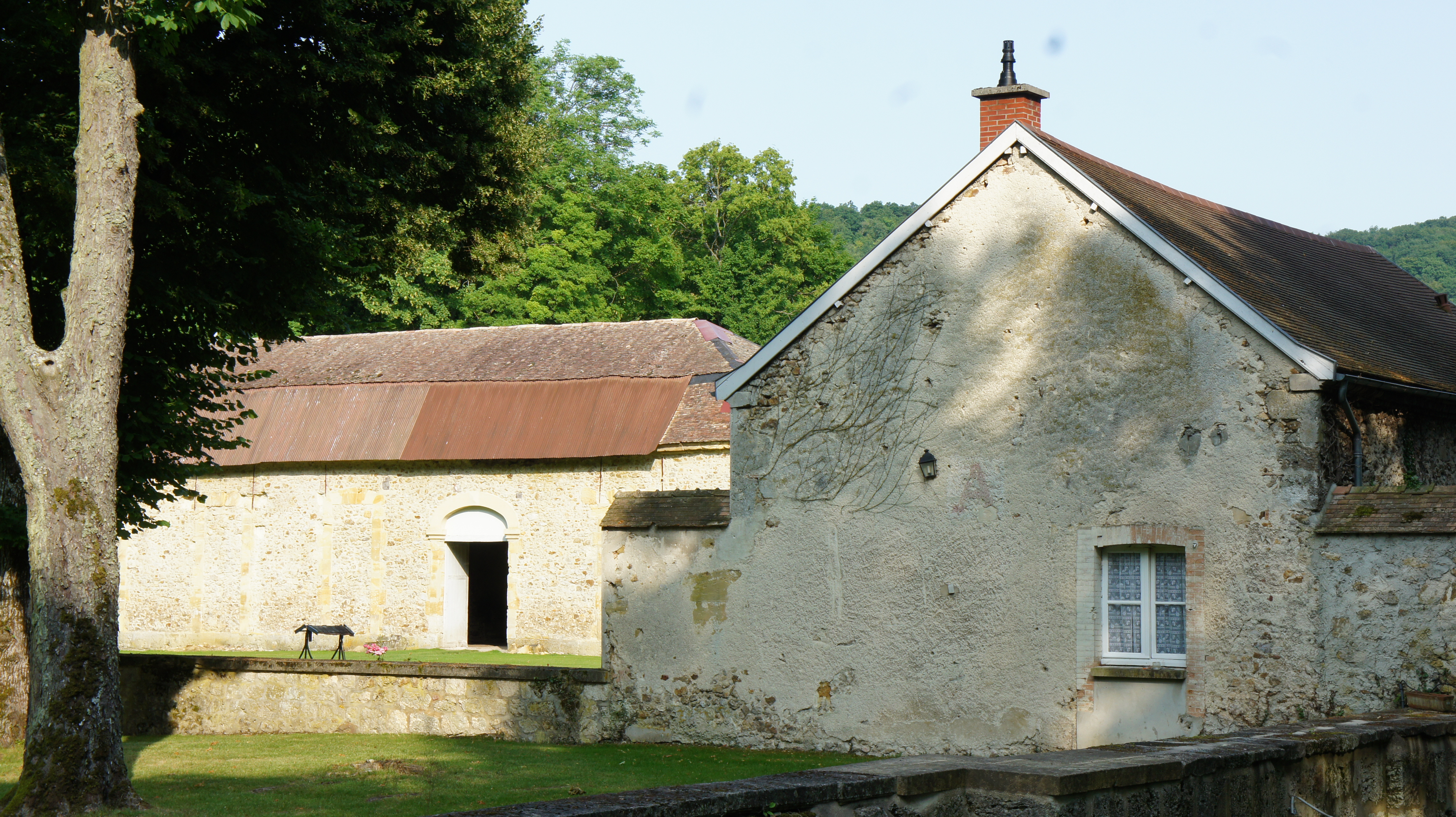
L'orangerie du château.

### Patrimoine religieux
La commune dispose de deux églises.
L'église Saint-Hippolyte de Louvois est construite au XIe siècle dans un style roman. Elle est modifiée au XVIe siècle (chevet et transept) puis au XIXe siècle, lorsque sa tour centrale est démolie et remplacée par un clocher recouvert d'ardoises,. L'église Saint-Hilaire de Tauxières date quant à elle de la fin du XIIe siècle.
Si les églises de la commune ne sont pas classées, elles contiennent plusieurs biens classés comme « objets » au titre des monuments historiques. L'église Saint-Hippolyte de Louvois accueille en effet un groupe sculpté en bois du XVIe siècle représentant la Sainte Trinité ainsi qu'une statue en bois de saint Hippolyte du XVIIe siècle. La cloche en bronze de l'église Saint-Hilaire, datant de 1620, est également classée.
Mutry comptait autrefois une annexe de l'église de Tauxières, une chapelle de secours du XIIe siècle dédiée à saint Remi,. Modifiée puis abandonnée au XIXe siècle, elle est par la suite détruite. L'église de la Neuville en Chaillois a été détruite avec le village au XVIe siècle ; seul en subsiste une cloche, appartenant aujourd'hui à l'église de Belval-sous-Châtillon.

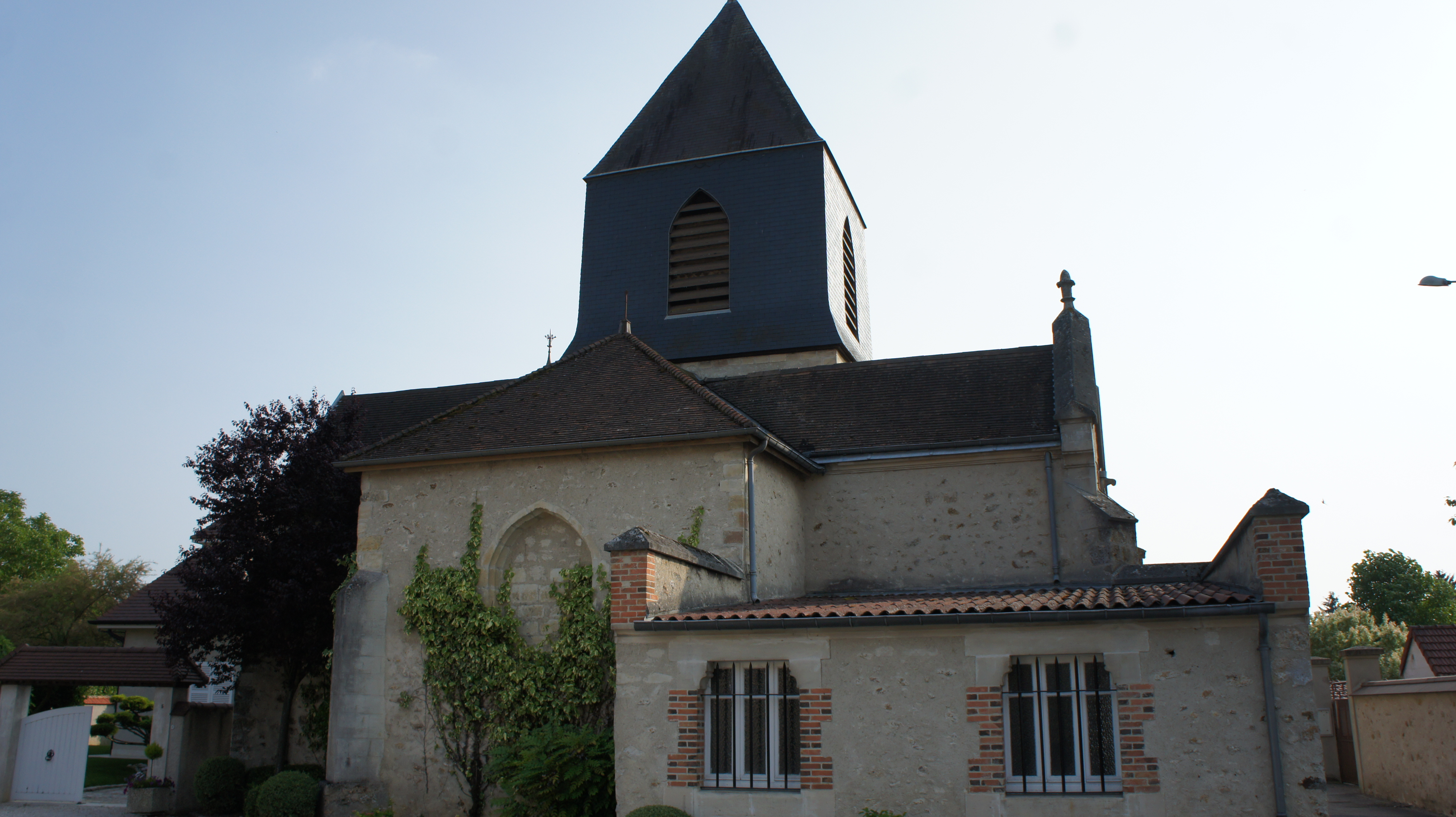
L'église Saint-Hippolyte de de Louvois.
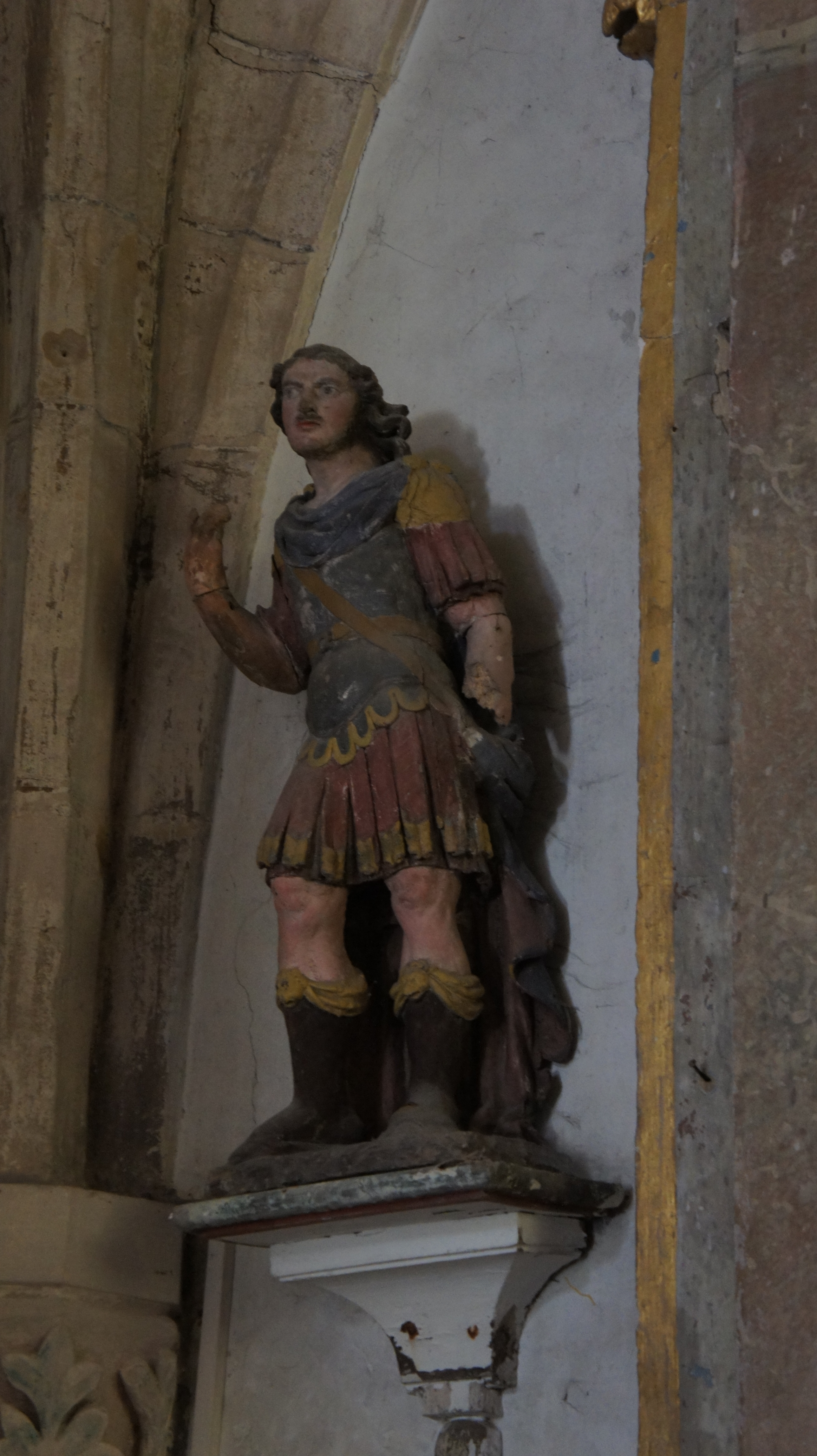
Statue de saint Hippolyte.
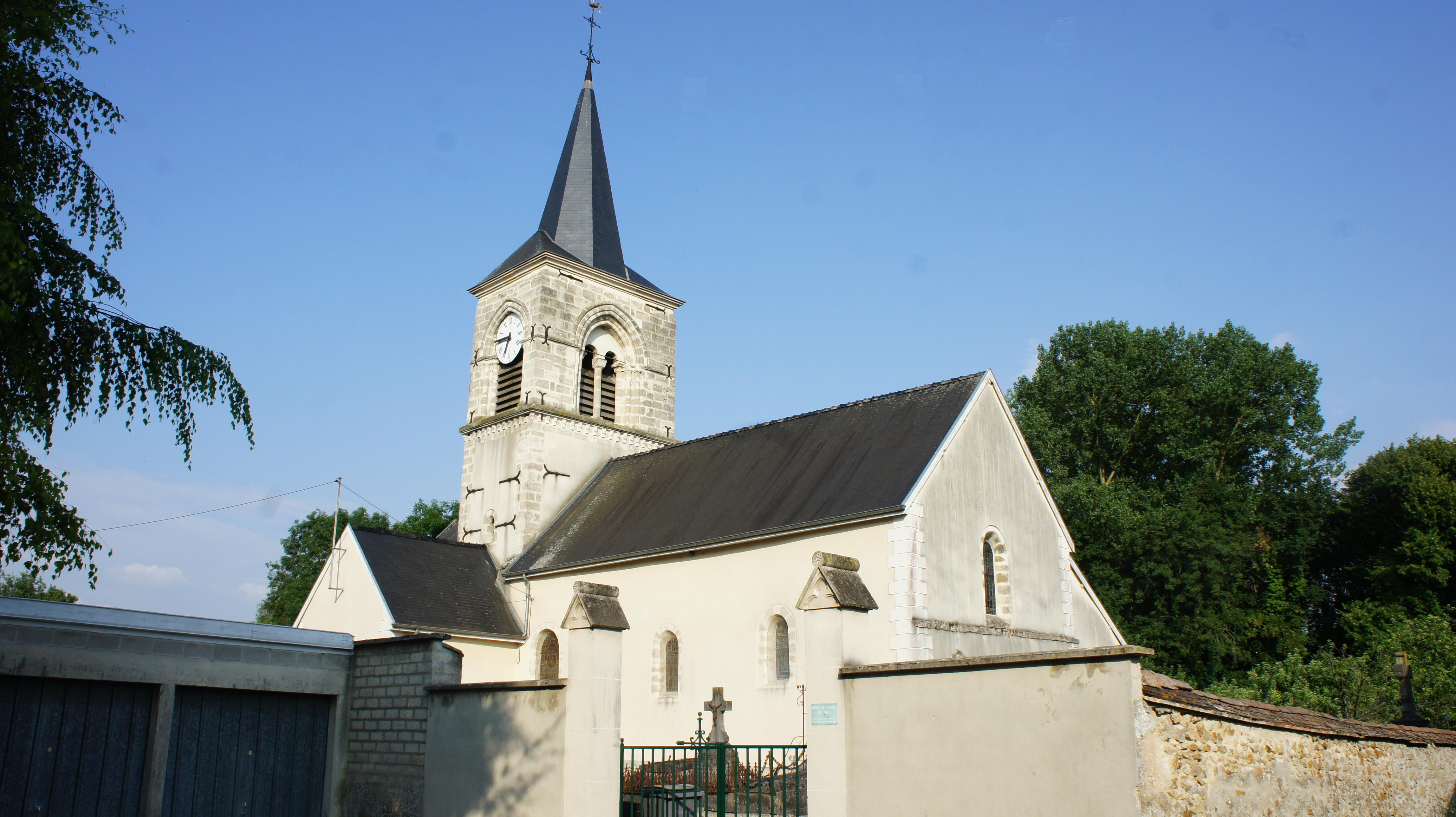
L'église Saint-Hilaire de Tauxières.

### Monuments civils et commémoratifs
Val de Livre accueille également deux anciens lavoirs, à Louvois et à Tauxières,,.
Tauxières-Mutry compte un monument aux morts à proximité de la route départementale 9. Il s'agit d'un pilier surmonté d'une croix de guerre, portant le nom de 16 habitants morts durant la Première Guerre mondiale et un habitant mort de la Seconde Guerre mondiale.
Le monument aux morts de Louvois, près de l'église, honore 17 morts de la Première Guerre mondiale et cinq morts de la Seconde Guerre mondiale. Il est rénové pour le centenaire de la Grande Guerre.

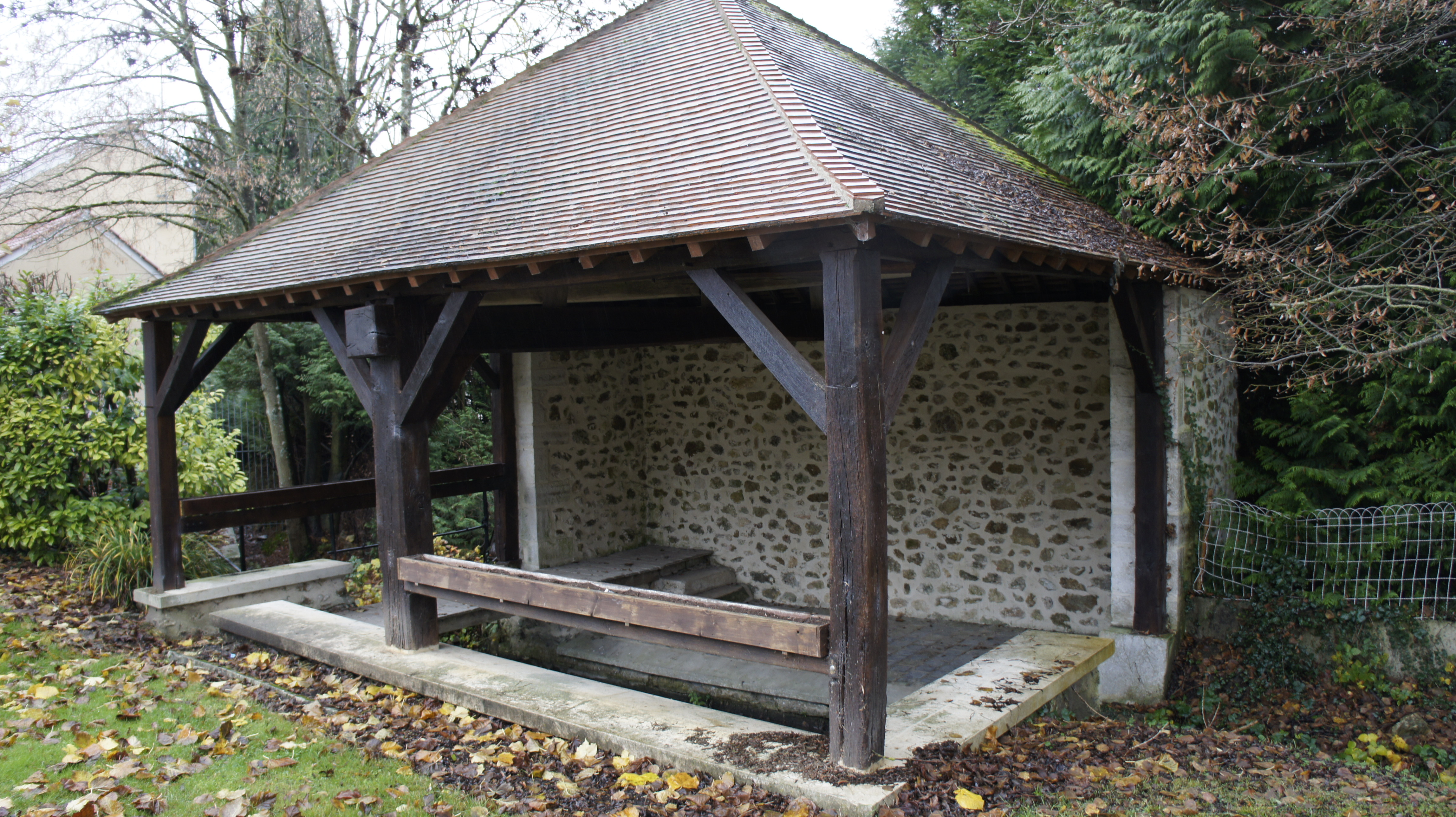
Le lavoir de Louvois.
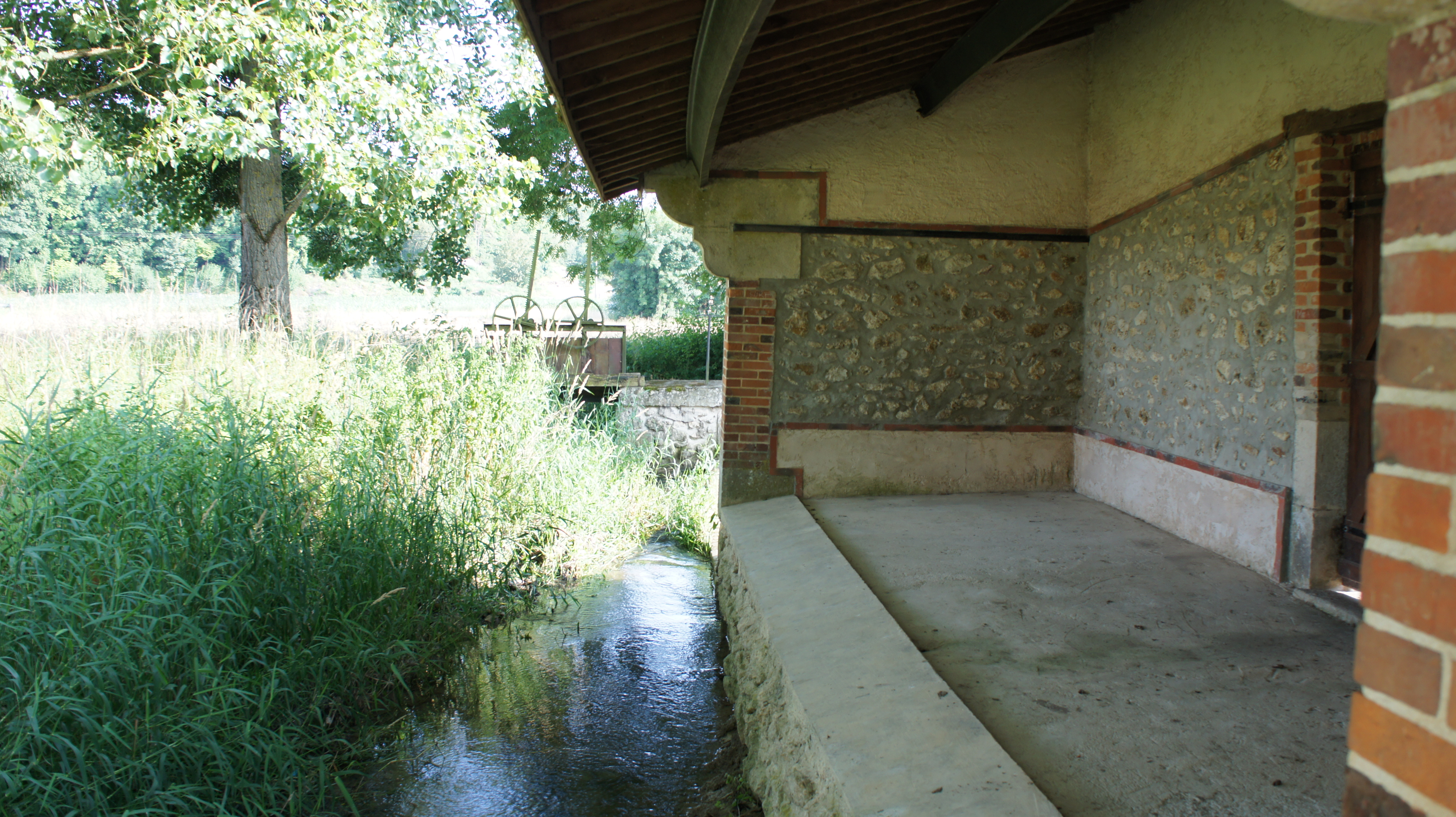
Le lavoir de Tauxières.
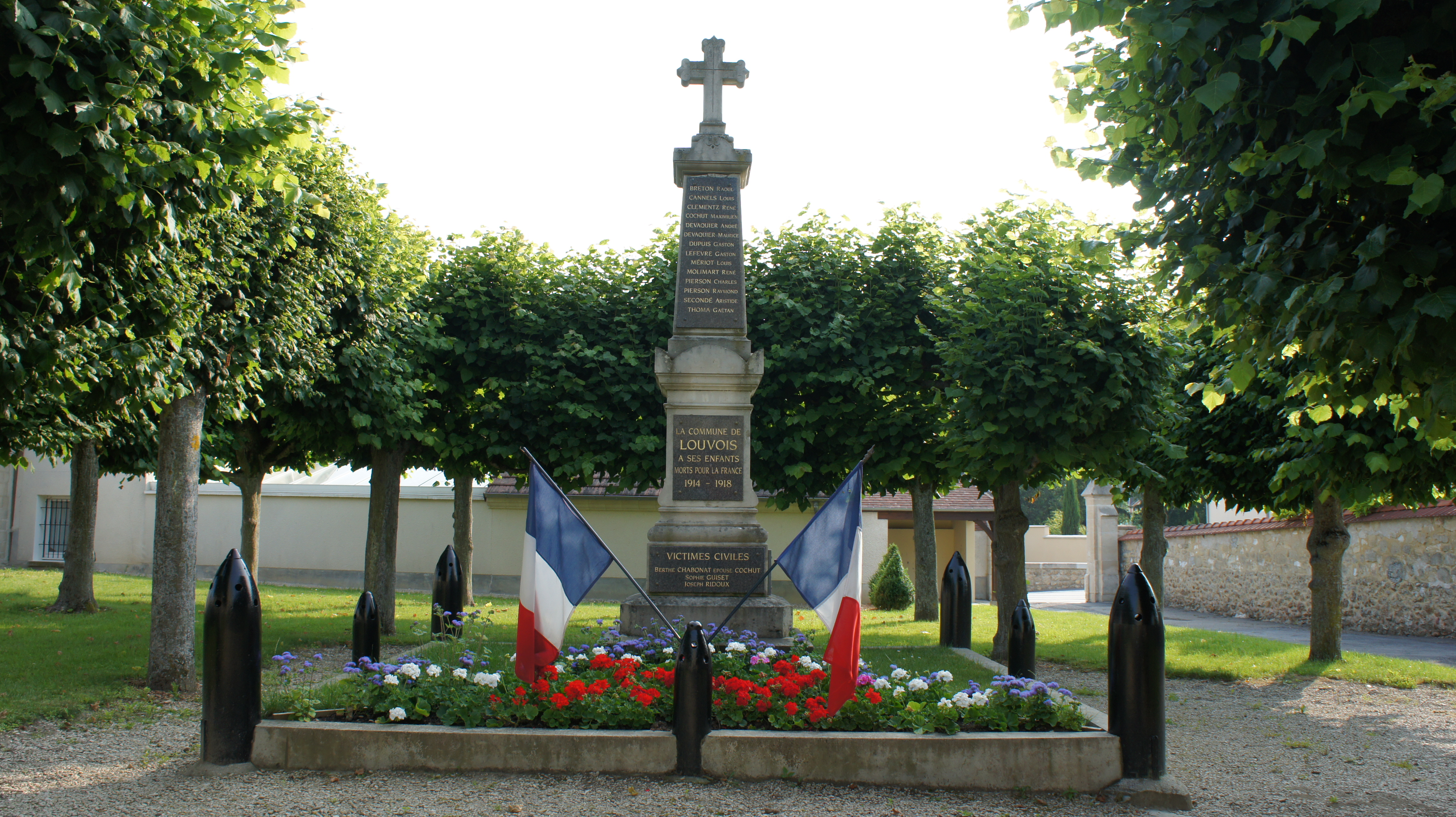
Le monument aux morts de Louvois.

## Pour approfondir